# Fertőd
Fertőd là một thành phố thuộc hạt Győr-Moson-Sopron, Hungary. Thành phố này có diện tích 48,56 km², dân số năm 2010 là 3453 người, mật độ 71 người/km².